# Cingoli
Cingoli is een gemeente in de Italiaanse provincie Macerata (regio Marche) en telt 10.554 inwoners (31-12-2004). De oppervlakte bedraagt 147,9 km², de bevolkingsdichtheid is 71 inwoners per km².

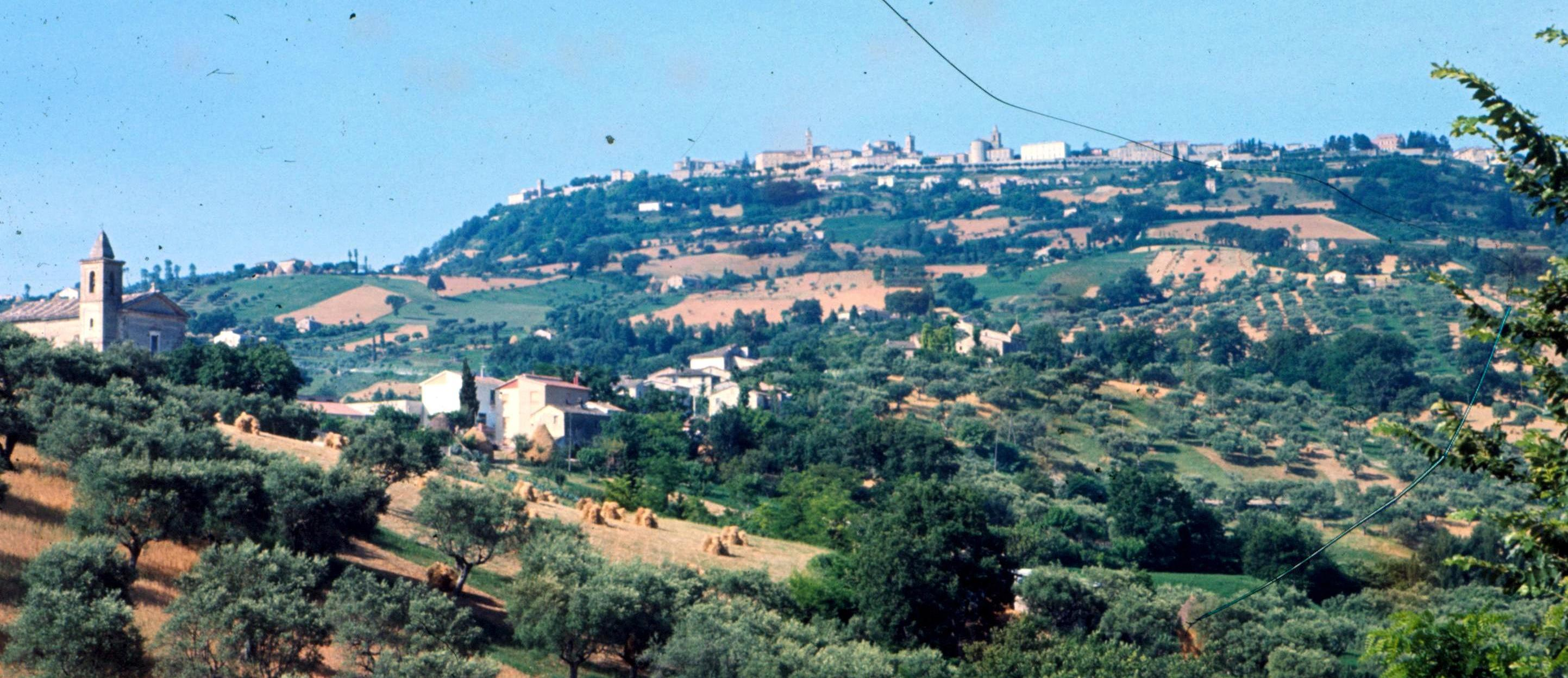
Cingoli
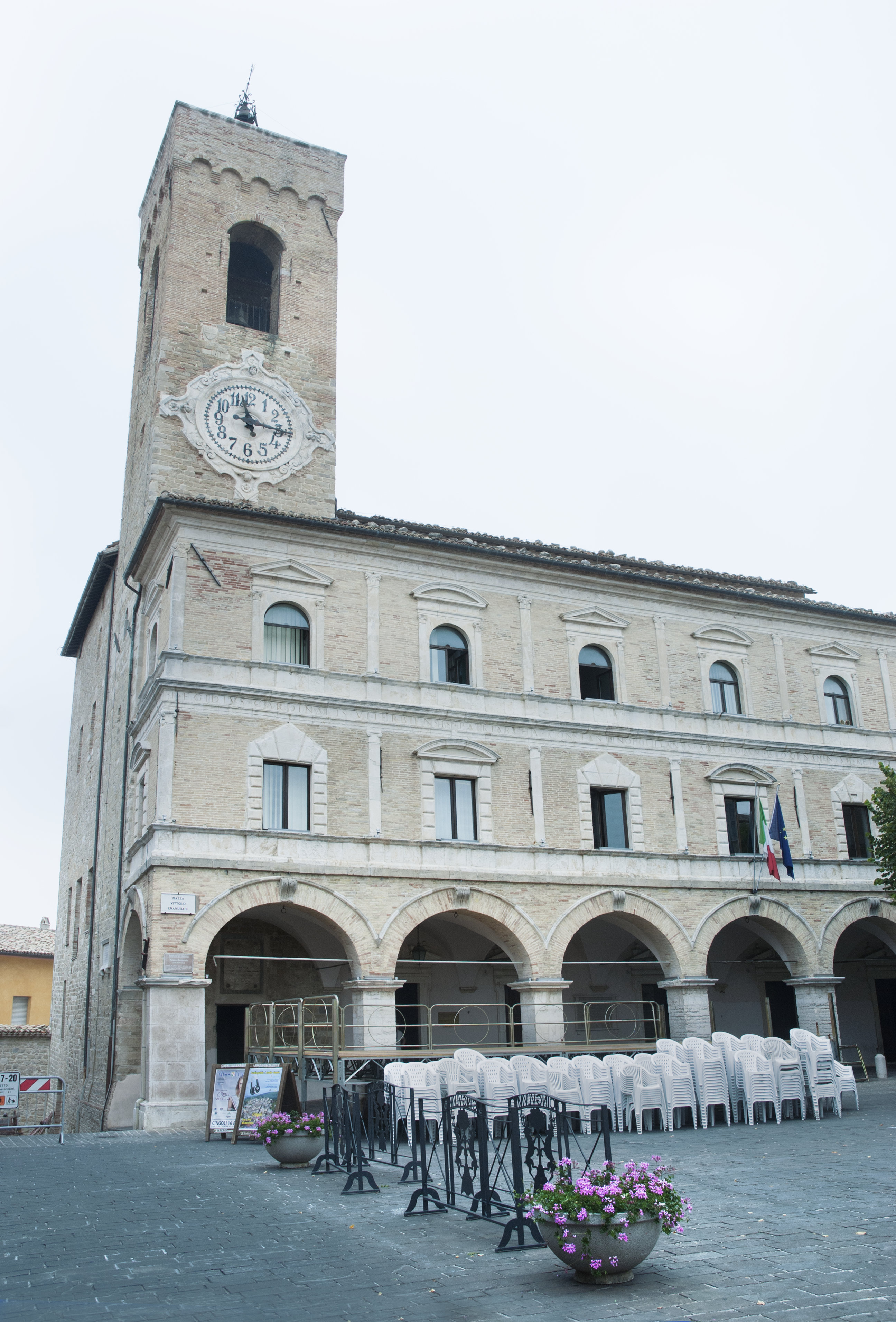
Gemeentehuis

## Demografie
Cingoli telt ongeveer 3869 huishoudens. Het aantal inwoners steeg in de periode 1991-2001 met 1,7% volgens cijfers uit de tienjaarlijkse volkstellingen van ISTAT.
| Jaar | Inwoneraantal |
| ---- | ------------- |
| 1991 | 9951          |
| 2001 | 10.118        |

## Geografie
De gemeente ligt op ongeveer 631 m boven zeeniveau. Bij de stad ligt het Meer van Cingoli.
Cingoli grenst aan de volgende gemeenten: Apiro, Appignano, Filottrano (AN), Jesi (AN), San Severino Marche, Staffolo (AN), Treia.

## Geboren
- Paus Pius VIII (1761-1830), geboren als Francesco Saverio Castiglioni